# Livre IV des Éléments d'Euclide

Le livre IV des Éléments d'Euclide traite des figures inscrites ou circonscrites, et en particulier des polygones réguliers inscrits dans un cercle.
Il comporte :
- 7 définitions
- 16 propositions

## Les définitions
Les déf.1 et 2 définissent ce qu'est un polygone inscrit dans un autre polygone ou circonscrit à un polygone. Les déf.3 et 4 définissent ce qu'est un polygone inscrit dans un cercle ou circonscrit à un cercle. Les déf.5 et 6 définissent ce qu'est un cercle inscrit dans un polygone ou circonscrit à ce polygone. La déf.7 définit ce qu'est une droite adaptée à un cercle, qui n'est autre qu'une corde.

## Les propositions
Elles consistent en des constructions de polygones réguliers ayant de plus en plus de côtés, passant de la construction du triangle ou du carré jusqu'à celle du pentagone, de l'hexagone et du quindécagone.
- Construction d'une corde de longueur donnée dans un cercle (prop.1)
- Construction d'un triangle semblable à un triangle donné, inscrit dans un cercle donné (prop.2) ou circonscrit à ce cercle (prop.3). Ou inversement, inscrire ou circonscrire un cercle à un triangle (prop.4 et 5).
- Construction d'un carré inscrit dans un cercle donné, ou circonscrit à ce cercle (prop.6 et 7). Ou inversement, inscrire ou circonscrire un cercle à un carré (prop.8 et 9).
- Construction d'un triangle isocèle dont chacun des angles de la base est double de l'angle restant (prop.10). Pour cela, on coupe un segment en extrême et moyenne raison, ce qui, de nos jours, s'interprète par l'utilisation du nombre d'or. Cette construction est fondamentale pour construire le pentagone régulier inscrit dans un cercle donné (prop.11) ou circonscrit à ce cercle (prop.12), ou inversement, pour inscrire ou circonscrire un cercle à un pentagone régulier (prop.13 et 14). Le pentagone lui-même sera utilisé pour la construction, dans le livre XIII, de l'icosaèdre et du dodécaèdre.
- Construire un hexagone régulier inscrit dans un cercle donné (prop.15). Le côté a une longueur égale au rayon.
- Construire un pentadécagone (ou quindécagone) régulier inscrit dans un cercle donné (prop.16). On utilise pour cela le découpage d'un arc résultant de l'inscription d'un triangle équilatéral et d'un pentagone.